# Nikolaj Chrenkov
Nikolaj Nikolaevič Chrenkov (in russo Николай Николаевич Хренков?; traslitterazione anglosassone Nikolay Nikolayevich Hrenkov; Železnogorsk, 15 luglio 1984 – Territorio di Krasnojarsk, 2 giugno 2014) è stato un bobbista russo.

## Biografia
Iniziò a gareggiare nel 2009 come frenatore per la squadra nazionale russa. Debuttò in Coppa Europa nel novembre 2009 e disputò l'intera annata 2009/10 alternandosi negli equipaggi pilotati da Aleksandr Kas'janov e Aleksej Gorlačëv. 

Esordì in Coppa del Mondo all'avvio della stagione nel 2010/11, il 28 novembre 2010 a Whistler dove si piazzò al 5º posto nel bob a quattro con Kas'janov alla guida. Colse il suo primo podio nonché la sua prima vittoria il 12 dicembre 2010 a Park City nel bob a quattro con Aleksandr Zubkov, Filipp Egorov e Dmitrij Trunenkov.
Partecipò alle olimpiadi casalinghe di Soči 2014 classificandosi al tredicesimo posto nel bob a quattro con Nikita Zacharov alla guida della slitta.
Prese inoltre parte a due edizioni dei mondiali unicamente nella gara a quattro totalizzando quale miglior risultato il 4º posto ottenuto a Schönau am Königssee 2011. Raggiunse l'apice della sua carriera vincendo due medaglie d'argento ai campionati europei, colte nel bob a quattro a Winterberg 2011 e ad Altenberg 2012, in entrambe le occasioni coi compagni Aleksandr Zubkov, Filipp Egorov e Dmitrij Trunenkov, con i quali ha condiviso i suoi successi più importanti.
È scomparso all'età di 29 anni in un incidente stradale avvenuto il 2 giugno 2014 nei pressi di Podgorny, Territorio di Krasnojarsk, mentre si recava in visita dai propri genitori.

## Palmarès

### Europei
- 2 medaglie:
  - 2 argenti (bob a quattro a Winterberg 2011; bob a quattro ad Altenberg 2012).

### Coppa del Mondo
- 7 podi (tutti nel bob a quattro):
  - 3 vittorie;
  - 4 secondi posti.

#### Coppa del Mondo - vittorie
| Data             | Luogo           | Paese       | Disciplina                                                                 |
| ---------------- | --------------- | ----------- | -------------------------------------------------------------------------- |
| 12 dicembre 2010 | Park City       | Stati Uniti | a quattro con Aleksandr Zubkov (pilota), Filipp Egorov e Dmitrij Trunenkov |
| 6 febbraio 2011  | Cesana Torinese | Italia      | a quattro con Aleksandr Zubkov (pilota), Filipp Egorov e Dmitrij Trunenkov |
| 4 dicembre 2011  | Igls            | Austria     | a quattro con Aleksandr Zubkov (pilota), Filipp Egorov e Dmitrij Trunenkov |

### Circuiti minori

#### Coppa Europa
- 5 podi (1 nel bob a due e 4 nel bob a quattro):
  - 1 vittoria (nel bob a quattro);
  - 1 secondo posto (nel bob a quattro);
  - 3 terzi posti (1 nel bob a due e 2 nel bob a quattro).